# 地上放送RMP管理センター
一般社団法人地上放送RMP管理センター（ちじょうほうそうアールエムピーかんりセンター）またはTRMP(the RMP Administration Center for Terrestrial Broadcasting Content)とは、日本の一般社団法人。
日本の地上デジタルテレビ放送のコンテンツ権利保護に用いられる、地上RMP方式の運用・管理等を事業目的としている。

## 概要
2011年6月1日に、日本放送協会（NHK）と在京の民放キー局5局（日本テレビ、TBSテレビ、フジテレビ、テレビ朝日、テレビ東京）の6団体により設立。同年12月1日に日本の民放地上波テレビ局（127局）全てが参加した。
従来日本の地上デジタル放送は限定受信システム（CAS）としてB-CASを全面的に採用してきた。しかし、近年テレビ放送の受信・録画機能を搭載したパソコン・カーナビ・スマートフォン等のデジタル機器が増加してきているのに対し、B-CASでは（ワンセグを除き）原則として、放送の受信に必ずB-CASカードを受信機に挿入することが規格上義務付けられているため、テレビ受像器機能を機器に付与する場合に、ハードウェア上の設計の制約が大きくなるとして、かねてよりメーカー側から改善を求められていた。
このため、従来のB-CASによる限定受信の仕組みは維持しつつも、B-CASカードを必要としない「新たなソフトウェア制御」によるCASの実現を目指すために設立されたのが本団体である。
またB-CASのような公共性の高いシステムを、現在は営利企業であるビーエス・コンディショナルアクセスシステムズが事実上独占して運用している点についても、以前からこれを問題視する意見があったため、新システムについては、新たにNHKや民放テレビ局が平等に参加する一般社団法人を設立し、同法人が運用を行うこととなった。
予定では、2012年6月より新システムに対応した暗号鍵の発行業務を開始し、同年7月末より関東地方で新システムの運用を開始。2013年4月からは全国での運用を開始する予定としており、結局2013年3月27日に日本国内の地上デジタル放送全局での運用を開始した。
なお当面、新システムの適用対象は地上デジタル放送のみに留まり、BSデジタル放送やスカパー!などの東経110度CS放送を受信する場合は、引き続きB-CASカードが必要となる。